# (13064) Haemhouts
(13064) Haemhouts ist ein Asteroid des Hauptgürtels, der am 6. August 1991 vom belgischen Astronomen Eric Walter Elst am La-Silla-Observatorium (IAU-Code 809) der Europäischen Südsternwarte in Chile entdeckt wurde.
Der Asteroid wurde am 2. Dezember 2009 nach dem belgischen Musiker und Komponisten Ben Haemhouts (* 1972) benannt, der bei dem russischen Dirigenten Alexander Polyanichko Orchesterleitung studierte und derzeit die Belgische Kammerphilharmonie leitet.